# University of Scranton
La University of Scranton è un'università privata di indirizzo cattolico con sede a Scranton, nello stato americano della Pennsylvania.
Il Saint Thomas College fu fondato nel 1888 da William O'Hara, primo vescovo di Scranton. La gestione dell'istituto fu affidata prima al clero diocesano, poi ai fratelli saveriani e quindi ai lasalliani, che nel 1938 diedero al college il nome di University of Scranton; passò definitivamente ai gesuiti nel 1942.